# كولييرز وود (محطة مترو أنفاق لندن)
كولييرز وود (بالإنجليزية: Colliers Wood)‏ هي إحدى محطات مترو أنفاق لندن. تقع على خط نورذيرن أفتتحت في المنطقة (Zone) رقم 3 أفتتحت في 13 سبتمبر 1926.

## معرض صور

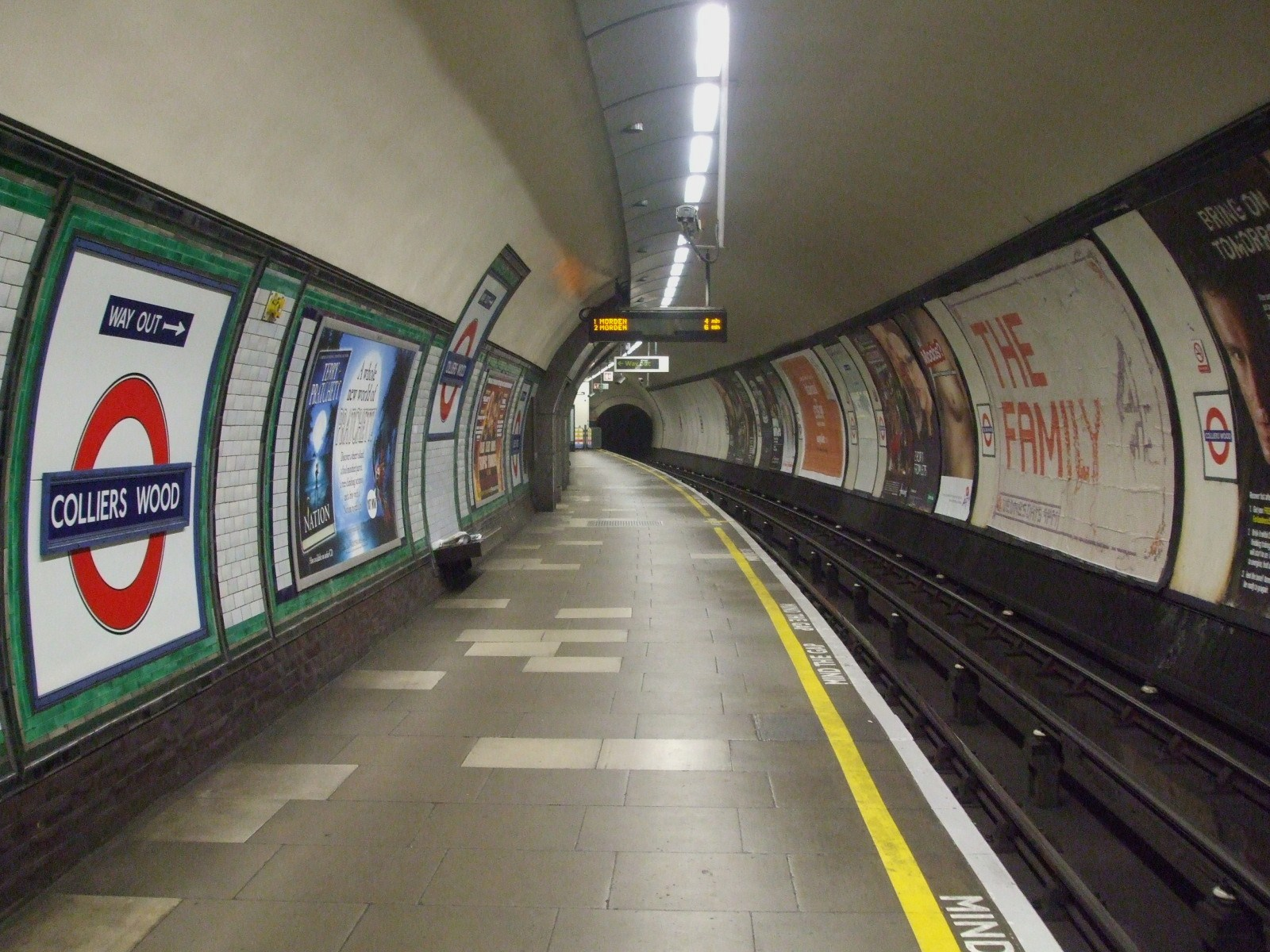
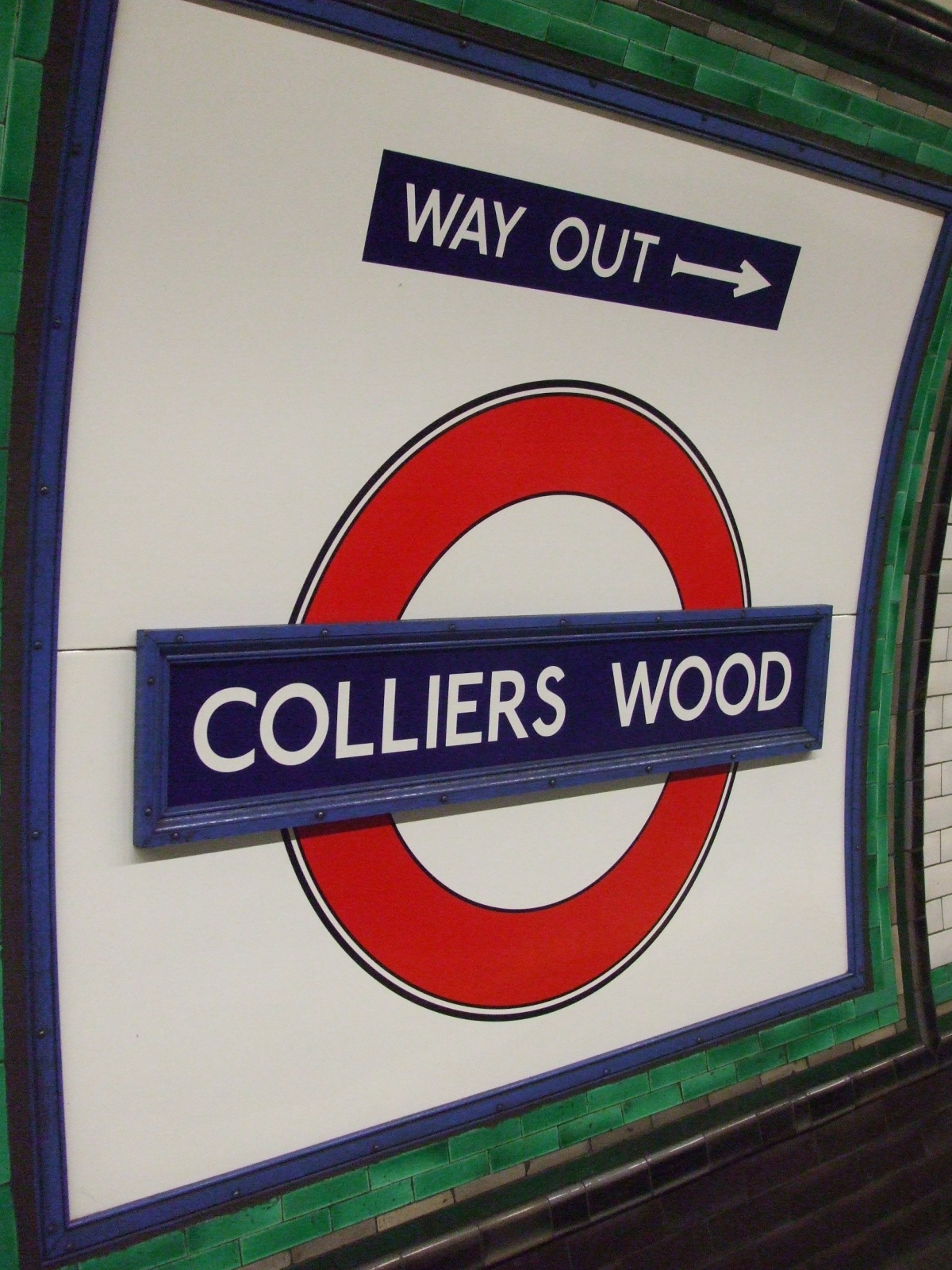
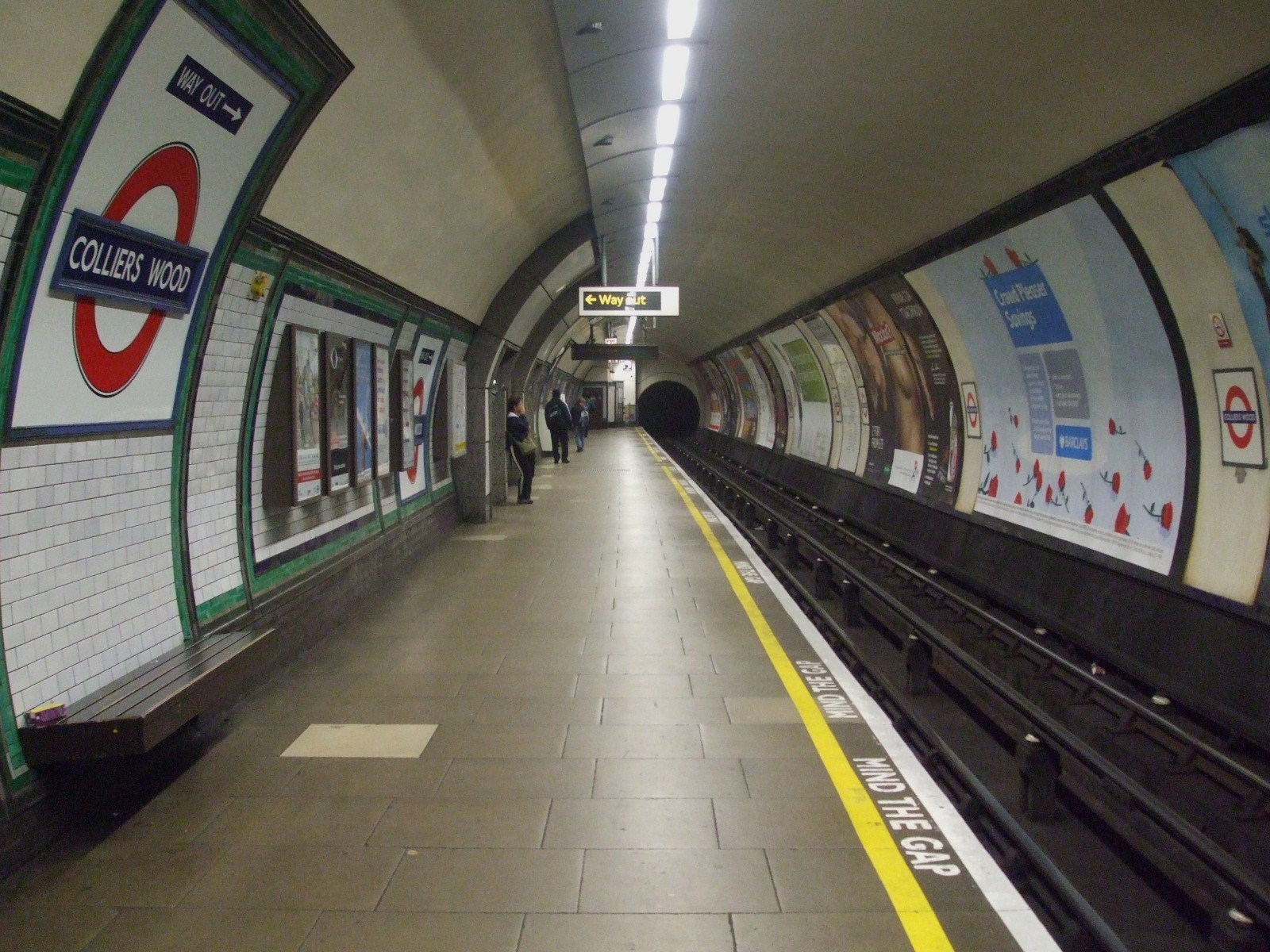